# EgyptAir Express
EgyptAir Express (mã IATA = MS, mã ICAO = MSE) là hãng hàng không của Ai Cập, trụ sở ở Cairo. Hãng có căn cứ chính ở Sân bay quốc tế Cairo

## Lịch sử
Egypt Air được hãng EgyptAir thành lập năm 2006 như một hãng hàng không phụ thuộc, chủ yếu đảm nhận các tuyến đường quốc nội và một số tuyến quốc tế trong khu vực.

## Các nơi đến
(Tháng 5/2008):
- Ai Cập

- Alexandria
- Aswan
- Cairo
- Hurghada
- Luxor
- Marsa Alam
- Marsa Matruh
- Sharm el-Sheikh

- Ả Rập Xê Út

- Jeddah

- Jordan

- Amman

- Liban

- Beirut

- Malta

- Valletta

- Qatar

- Doha

## Đội máy bay
(Tháng 5/2008):
- 6 Embraer E-170 (+6 orders)